# Schwingungsspektroskopie
Die Schwingungsspektroskopie ist eine Gruppe von analytischen Messmethoden, die auf der Anregung der Normalschwingungen von Molekülen basiert. Die Schwingungsspektroskopie kann somit als ein Teilbereich der Molekülspektroskopie betrachtet werden. Typische Methoden sind die Infrarotspektroskopie (IR) und die Ramanspektroskopie sowie die HREEL-Spektroskopie.

## Grundlage
Moleküle bestehen vereinfacht gesehen aus Atomen gleicher oder unterschiedlicher Masse, die durch „elastische“ Bindungen miteinander verbunden sind. Ähnlich wie ein vergleichbares Gebilde aus Metallkugeln, die durch Federn verbunden sind, ist jedes Molekül zu Schwingungen fähig, bei denen die Atome sich gegeneinander periodisch verschieben (vgl. Normalschwingung). Der Frequenzbereich dieser Schwingungen erstreckt sich vom ferninfraroten (meist anorganische Verbindungen) über den mittelinfraroten (in der Regel für organische Verbindungen) bis in nahinfraroten Bereich (Kombinations- und Oberschwingungen der von Schwingungen aus den anderen beiden Bereichen, vgl. Nahinfrarotspektroskopie).
Durch Masse der beteiligten Atome und der Stärke, Länge und Winkel der Bindung sind die Schwingungen und die zugehörige Schwingungsfrequenzen in einem Molekül charakteristisch für das jeweilige Molekül bzw. für eine Molekülgruppe (Gruppenfrequenz) wie einer Hydroxygruppe. Daher ermöglicht die Untersuchung von Absorptions- und Emissionsspektren die Bestimmung von Substanzen in einer Probe sowie die Identifikation von Reaktionsvorgängen und die Strukturaufklären (auch wenn es hier weiter analytische Methoden gibt, die diese Aufgaben besser erfüllen). Die Bestimmung einer Substanz erfolgt in der Regel durch den Vergleich eines Spektrum mit dem Spektrum einer Referenzprobe, kann aber durch eine Vergleich mit sich selbst (beispielsweise einem Differenzspektrum vor einer Reaktion) oder mit einem berechneten Spektrum erfolgen.

## Methoden und Einsatzbereiche
Die Schwingungsspektroskopie findet breite Anwendung in Forschung und Industrie. Die jeweiligen Untermethoden haben jeweils für sich spezifische Einschränkungen, so dass sie teilweise nur auf sehr spezielle Probleme angewandt werden können. Industrielle Einsatzbereiche finden sich vor allem im Bereich der Qualitäts- und Prozesskontrolle.
Eine der beiden meisteingesetzten Methoden der Schwingungsspektroskopie ist die Infrarotspektroskopie. Sie basiert auf der Wechselwirkung der Molekülschwingungen mit Infrarotstrahlung, beispielsweise Absorption und Emission. Das ist immer dann der Fall, wenn das Molekül entweder ein veränderbares oder ein induzierbares Dipolmoment aufweist (IR-aktiv). Typische Einsatzbereiche sind sowohl die qualitative, als auch die quantitative Analyse von meist organischen Verbindungen, beispielsweise für die Identifikation von Festkörpern und Flüssigkeiten oder die Qualitätskontrolle von Ausgangsstoffen. Für komplexere Aufgaben, wie die Analyse von Proteinkonformationen, ist die Infrarotspektroskopie weniger gut geeignet, da die Kopplungen einzelner Molekülgruppen mit benachbarten Molekülgruppen schnell zu sehr komplexen Spektren führt. Die Messung erfolgt heutzutage meist mittels Fourier-Transform-Spektrometern, die gegenüber dispersiven Spektrometern schneller, empfindlicher und mit höherer Genauigkeit messen können. Die kurze Messzeit ermöglicht zudem die die laterale Rasterung einer Probe um Materialverteilungen mittels FTIR-Mikroskopie zu analysieren.
Bei Schwingungen symmetrisch zum Symmetriezentrum tritt keine Dipolmomentänderung auf, und daher mit der infrarotspektroskopie nur schwer bis nicht nachweisbar. Sie werden auch als „IR-inaktiv“ bezeichnet. Solche „verbotenen“ Schwingungen sind allerdings oft ramanaktiv, das heißt mittels Ramanspektroskopie nachweisbar.
Anders als bei der Infrarotspektroskopie wird bei der Ramanspektroskopie nicht Infrarotstrahlung, sondern sichtbares Laserlicht genutzt. Das Licht wird auf eine Probe geleitet und das von der Probe indirekt gestreute Licht (Raman-Effekt) detektiert. Durch die indirekte Streuung werden neben der eingestrahlten Frequenz noch weitere Frequenzen beobachtet, deren Frequenzunterschiede zum eingestrahlten Licht den für das Material charakteristischen Energien von Rotations- und Schwingungs-Prozessen entsprechen. Die erhaltenen Spektren ermöglichen Rückschlüsse auf die untersuchte Substanz. Typische Probenmaterialien sind anorganische Substanzen, da sie sich meist leichter als organische Materialien analysieren lassen. Ein Vorteil gegenüber der Infrarotspektroskopie, der vor allem im Bereich der Prozesskontrolle zum Vorschein kommt, ist die Möglichkeit Lichtleitfasern einsetzen zu können. Auch bei der Ramanspektroskopie kommen zunehmend Fourier-Transform-Spektrometer zum Einsatz.
Weitere Methoden, die aufgrund ihrer Komplexität oder einem eng begrenzten Anwendungsbereichs meist nur in der Forschung eingesetzt werden, sind beispielsweise die HREEL- und Summenfrequenzspektroskopie.